# Bălănești (Gorj)
Bălăneşti é uma comuna romena localizada no distrito de Gorj, na região de Oltênia. A comuna possui uma área de 62.81 km² e sua população era de 2232 habitantes segundo o censo de 2007.